# Bildungssystem in Japan

Japanisches Bildungssystem vor und nach 1947

Das Bildungssystem in Japan ist ein 6-3-3-4-System, entsprechend der Anzahl der Jahre, die in den aufeinander folgenden Institutionen verbracht werden. Dieses System wurde im März 1947 zusammen mit dem Grundgesetz der Erziehung und dem Schulbildungsgesetz eingeführt, um den Grundsatz der Chancengleichheit für Bildung zu verwirklichen.
Dem Schulsystem vorgeschaltet sind die Kinderkrippe (jap. 保育園, hoikuen) und der Kindergarten (幼稚園, yōchien). In die Kinderkrippe werden Kinder für gewöhnlich ab einem Alter von 2 Monaten aufgenommen und in den Kindergarten im Alter von 3 bis 5 Jahren. Es gibt private und öffentliche Kinderkrippen und ‑gärten, teilweise mit Uniformpflicht.

## Schulsystem

### Allgemeines
- Die Bildungspflicht[2] beträgt neun Jahre, erstreckt sich jedoch nicht auf Kinder ohne japanische Staatsbürgerschaft.[3]
- Das Schuljahr beginnt in Japan am 1. April.[4]
- Die Schulferien sind im ganzen Land einheitlich (Neujahr: 2 Wochen, März/April: 2 Wochen, Juli/August: 6 Wochen).
- Öffentliche Schulen haben die 5-Tage-Woche, private Schulen oft die 6-Tage-Woche.
- Während der Bildungspflicht gibt es kein Sitzenbleiben wie z. B. in Deutschland. Jeder Schüler wird automatisch versetzt.

### Grundschule
Die Grundschule (小学校, shōgakkō) dauert sechs Jahre; eingeschult werden die Kinder nach Vollendung ihres 6. Lebensjahrs. Die Kinder besuchen jeweils die Schule, in deren Bezirk sie wohnen. Fast alle Grundschulen sind öffentlich und werden von den jeweiligen Gemeinden getragen. Schuluniformen sind nicht in allen Grundschulen Pflicht.
Die durchschnittliche Klassengröße beträgt 25 Schüler. Die Klassengröße unterliegt jedoch starken Schwankungen. So werden manche Schulen, wie beispielsweise in der Präfektur Kōchi im Durchschnitt von nur 18 Schülern besucht, in der Präfektur Tokio jedoch von 32. Etwa 2 % der Klassen sind gemischt, wobei in der Präfektur Kagoshima mit großem Abstand sogar 12 % der Klassen Schüler aus unterschiedlichen Stufen enthalten (jeweils 2010).
2010 gab es 22.000 Grundschulen, davon 213 private, mit etwa 420.000 Vollzeitlehrkräften und knapp 7 Millionen Schülern.

### Mittelschule
Nach der Grundschule besuchen die meisten Kinder eine öffentliche, dreijährige Mittelschule (中学校 chūgakkō, engl. meist Junior High School) in Wohnungsnähe. Es gibt allerdings auch einige private Mittelschulen, für die man eine Aufnahmeprüfung ablegen muss. In der Mittelschule besteht meist Uniformpflicht, jedoch nicht an allen Schulen. Im letzten Jahr der Mittelschule lernen die Schüler sehr intensiv für die Aufnahmeprüfung der Oberschule, die den weiteren Lebensweg entscheidend beeinflussen kann.
Die Mittelschulklassen sind mit durchschnittlich 29 Schülern vergleichsweise groß (in den 1980ern waren es noch 37), wobei besonders in der Präfektur Tokio, durch die höhere Menschendichte in der Stadt, die durchschnittliche Größe 44 Schüler/Klasse beträgt.
Zwar endet mit der Mittelschule die Bildungspflicht, jedoch besuchen 98 % der Schüler weiterführende Schulen.
2010 gab es 10.815 Mittelschulen, davon 758 private, mit etwa 250.000 Vollzeitlehrkräften und 3,5 Millionen Schülern. Die meisten Grund- und Mittelschulen werden von den jeweiligen Gemeinden getragen, finanziell jedoch vom Staat unterstützt, um im ganzen Land eine einheitliche Grundausbildung (während der Bildungspflicht) zu ermöglichen.
In den PISA-Studien, die alltags- und berufsrelevante Kenntnisse und Fähigkeiten von 15-Jährigen untersuchen, haben japanische Schüler wiederholt überdurchschnittlich gut abgeschnitten. In Mathematik belegt Japan seit Jahren Spitzenplätze des PISA-Rankings.

### Oberschule
Nach der Mittelschule besuchen fast alle Schüler die dreijährige Oberschule (高等学校 kōtō gakkō oder kurz 高校 kōkō, engl. Senior High School oder nur High School). Der Zugang zu einer Oberschule ist generell durch eine Aufnahmeprüfung geregelt, wobei sich der Ruf und das Ausbildungsniveau der Oberschule im Schwierigkeitsgrad der Aufnahmeprüfung widerspiegeln. Der Abschluss der Oberschule qualifiziert formal zum Eintritt in eine Universität und wird daher mit dem deutschen Abitur gleichgestellt. Allerdings gibt es keine Abschlussprüfung. Der Abschluss wird durch regelmäßige Teilnahme am Unterricht und durch das Bestehen der Klassenarbeiten erworben. Für den Eintritt in die Universität muss zunächst eine eigene Aufnahmeprüfung für jede Universität und zu jedem Fachbereich abgelegt werden.
Das Bildungsministerium schreibt folgende Fachgebiete und Fächer für Oberschulen vor:
1. Japanisch (Sprachausdruck I und II, Allgemeines Japanisch, Gegenwartsliteratur, Klassische Literatur einschließlich Lektüre klassischer Literatur)
2. Geographie und Geschichte (Weltgeschichte A und B, Japanische Geschichte A und B, Geographie A und B)
3. Bürgerkunde (Gesellschaftskunde, Ethik, Politik/Wirtschaft)
4. Mathematik (Grundlagen der Mathematik, Mathematik I, II und III, Mathematik A, B und C)
5. Naturwissenschaften (Grundlagen der Wissenschaft, Allgemeine Wissenschaft A und B)
6. Physik I und II
7. Chemie I und II
8. Biologie I und II
9. Gesundheitserziehung und Sport
10. Kunst (Musik I, II und III, (bildende) Kunst I, II und III, Kunsthandwerk, Kalligrafie I, II und III)
11. Fremdsprachen (Mündliche Kommunikation [auf Englisch] I und II, Englisch I und II, Lesen [auf Englisch], Schreiben [auf Englisch])
12. Hauswirtschaft (Grundlagen der Hauswirtschaft, Allgemeine Hauswirtschaft, Techniken der Lebenshaltung)
13. Informatik (Informatik A, B und C).

Zwar müssen Kurse aus jedem Fachgebiet belegt werden, jedoch sind diese bis auf Bürgerkunde teilweise als Wahlpflichtunterricht ausgelegt. Beispielsweise kann bei Japanisch zwischen Sprachausdruck und allgemeinem Japanisch gewählt werden, oder bei Kunst zwischen Musik, bildender Kunst, Kunsthandwerk und Kalligrafie.
Daneben gibt es Oberschulen, die wie die deutschen Berufsgymnasien spezialisierte Fachcurricula anbieten, die von etwa einem Viertel der Schüler (einem Drittel auf den öffentlichen und einem Zehntel auf den privaten Schulen) belegt werden. Diese enthalten eine große Auswahl an Profilfächern in den Vertiefungsrichtungen Landwirtschaft, Technik, Wirtschaft, Fischerei, Hauswirtschaft, Krankenpflege, Informatik, Wohlfahrt, Mathematik, Sport, Musik, Kunst oder Englisch.
Neben öffentlichen Oberschulen (meistens von den Präfekturen getragen) gibt es zahlreiche private Schulen. Für alle Oberschulen musste bis zu Beginn des Fiskal- und Schuljahres 2010 (1. April) eine Gebühr bezahlt werden, die bei den öffentlichen Schulen jedoch geringer als bei den privaten Schulen ausfiel. Für das Schulgeld privater Oberschulen zahlt der Staat seitdem Zuschüsse. Je nach Präfektur sind diese für die Haushalte gebührenfrei.
2010 gab es 5.116 Oberschulen, davon 1.321 private, mit etwa 240.000 Vollzeitlehrkräften und 3,4 Millionen Schülern. 613 Schulen bieten auch Fernunterricht an, der von knapp 190.000 Schülern in Anspruch genommen wird. Von den Oberschülern besuchen dabei 116.000 nicht den regulären Ganztagsunterricht, sondern Teilzeit- bzw. Abendkurse (定時制の課程, teijisei no katei).
Direkt nach der Oberschule besuchen etwa 54 % (ca. 580.000 Schüler) weiterführende Schulen, hauptsächlich Hochschulen, während etwa 16 % (ca. 167.000 Schüler) direkt in das Berufsleben übergehen (Stand 2010).

### Fachoberschule
Im Jahre 1962 wurden die Fachoberschulen (高等専門学校, kōtō semmon gakkō oder kurz 高専, kōsen, engl. Technical College), auch Technische Fachhochschule genannt, eingeführt, um den Fachkräftebedarf in der Industrie zu decken. Diese Schulen können nach der Mittelschule besucht werden und haben eine Ausbildungsdauer von 5 Jahren.
2010 gab es 58 Fachoberschulen, davon 3 private, mit etwa 4.300 Vollzeitlehrkräften und knapp 60.000 Schülern.

### Hochschule/Universität
Ein großer Teil aller Oberschulabsolventen besucht anschließend eine Hochschule (大学, daigaku), die vier Jahre dauert und mit dem Bachelor (学士, gakushi), abschließt; dem ersten akademischen Grad, den Studenten an Hochschulen als Abschluss einer wissenschaftlichen Ausbildung erlangen können.
Wie bei den Oberschulen ist auch bei allen Universitäten die Zulassung zum Studium an das Bestehen einer Aufnahmeprüfung geknüpft, die sehr schwer ist und den Jugendlichen vieles abverlangt. Einige Schüler verbringen nach dem Abitur ein Jahr nur mit dem Lernen für die Aufnahmeprüfung (sogenannte Rōnin). Japanische Universitäten werden in der öffentlichen Meinung vor allem danach bewertet, wie anspruchsvoll ihre Aufnahmeprüfung ist.
Im Jahr 2010 wurden etwa 620.000 Studenten immatrikuliert, wovon etwa 520.000 aus dem Oberschuljahrgang 2010 stammen, den etwa 1,1 Millionen Schüler abschlossen, 63.000 aus dem vorigen Oberschuljahrgang und noch knapp 10.000 aus dem Oberschuljahrgang 2008. Da die meisten Schüler sich an mehreren Hochschulen bewerben, zählt man insgesamt 3,7 Millionen Bewerbungen.
Nur wenige (2010: 82.000) Studenten schließen danach einen Masterkurs (大学院, daigakuin, zwei Jahre) an und erhalten den Mastergrad (修士, shūshi). Noch weniger (2010: 16.000) belegten einen Doktorkurs (meistens drei Jahre) um den Doktortitel (博士, hakase/hakushi) zu erlangen.
Neben den regulären Universitäten, mit vier Jahren Studienzeit, gibt es Kurzhochschulen (tanki daigaku, engl. Junior College) mit zwei Jahren Studiendauer, die hauptsächlich geistes- und sozialwissenschaftliche Kurse anbieten und zu 60 % von Frauen besucht werden.
Nach erfolgreichem Bestehen der Aufnahmeprüfung sind die Anforderungen ans Studium an den meisten Universitäten vergleichsweise niedrig. Die Studenten haben die Möglichkeit, sich ganz ihrem Lieblingsthema zu widmen, ohne großem Leistungsdruck ausgesetzt zu sein. Die Abschlussprüfungen sind nicht sehr anspruchsvoll. Dementsprechend nutzen viele Studenten die Studienzeit, um Aktivitäten nachzuholen, die zuvor in der Jugendzeit wegen des Lernstresses und der beengten Wohnverhältnisse bei den Eltern nicht möglich waren.  Hierzu gehören Partys, zwangloses Zusammensein mit Freunden und Partnerschaften.
An allen Universitäten werden Gebühren erhoben, die an öffentlichen Hochschulen umgerechnet etwa 4000 Euro betragen; an privaten Hochschulen im Durchschnitt um die 6000 Euro pro Jahr. Hinzu kommen etwa 2500 Euro Immatrikulationsgebühren.
2010 gab es 778 Hochschulen, davon 597 private, mit etwa 170.000 Vollzeitlehrkräften und 2,9 Millionen Studenten. (Das entspricht etwa einem Verhältnis von 16,5:1. Zur Orientierung: Deutsche Universitäten hatten 2006 1,4 Millionen Studenten und rund 95.000 wissenschaftliche und künstlerische Mitarbeiter, also ein Verhältnis von 14,7:1.)
Hinzu kommen noch 395 Kurzhochschulen, davon 369 private, mit knapp 10.000 Vollzeitlehrkräften und 150.000 Studenten. An 44 Hochschulen bzw. 11 Kurzhochschulen werden Fernkurse angeboten, an denen 147.000 bzw. 20.000 teilnehmen.
Die Art des Universitätsabschlusses ist nicht von entscheidender Bedeutung. Die japanischen Unternehmen rekrutieren ihre zukünftigen Mitarbeiter bereits ca. ein Dreivierteljahr vor Ende der Universitätszeit. Die meisten Studenten haben also zu diesem Zeitpunkt bereits einen Arbeitsplatz sicher. Entscheidend für viele Unternehmen ist bei der Wahl hierfür vor allem der Ruf der Universität. Natürlich spielt das eigentliche Studienfach auch eine Rolle. Japanische Unternehmen erwarten dennoch, dass ein neuer Angestellter seine Loyalität und seinen Lernwillen beweisen muss, auch wenn er in einem fachfremden Gebiet eingesetzt wird. Daher kommt es verglichen mit Deutschland häufiger vor, dass Unternehmen Angestellte in Aufgabengebieten einsetzen, die nichts mit dem Studienfach zu tun haben.

## Unterricht in einzelnen Fächern

### Japanische Schrift
Das Erlernen des japanischen Schriftsystems ist sehr zeitaufwendig, da es aus den Silbenschriften Hiragana und Katakana sowie aus Wortschriftzeichen (Kanji) besteht. Zudem wird auch die lateinische Schrift (Rōmaji) in Japan verwendet. Die Hiragana werden meistens schon im Kindergarten gelernt. Da ein Zeichen immer einer Silbe entspricht, ist die Zuordnung von Laut und Zeichen erheblich einfacher als bei der lateinischen Schrift und kann spielerisch erlernt werden. Katakana sowie die ersten 100 Kanji folgen im ersten Jahr der Grundschule. Rōmaji wird ebenfalls in der Grundschule gelernt.
Sehr zeitaufwendig zu lernen sind die Kanji. Während der neun Jahre dauernden Bildungspflicht werden die 2136 sogenannten Jōyō-Kanji gelernt. Dabei ist landesweit vorgegeben, welche Zeichen in welchem Schuljahr gelernt werden. Pro Zeichen müssen die Strichfolge, sowie die verschiedenen (meist mindestens zwei) Aussprachevarianten in ihren jeweiligen Kontexten auswendig gelernt werden.

### Fremdsprachen
Als erste Fremdsprache wird in der japanischen Mittelschule Englisch gelehrt, meistens jedoch nur drei Stunden pro Woche. Dieser Unterricht wird in der Oberschule weitergeführt. Bis 2010 wurde dabei vor allem Wert auf literarische Bildung gelegt, die mündliche englische Alltagssprache kam daneben kaum zum Zug. Das gesprochene Englisch gewinnt seitdem in der Schulbildung an Relevanz. Inzwischen bieten auch fast alle Grundschulen Englischunterricht an, zum Teil jedoch nur einmal pro Monat. Lehrpläne für Englischunterricht an Grundschulen gibt es noch nicht.
Da nur sehr wenige Oberschulen eine zweite Fremdsprache anbieten, besteht normalerweise erst an der Universität die Möglichkeit eine zweite Fremdsprache (meistens Deutsch, Französisch, Chinesisch oder Koreanisch) zu lernen.

## Geschichte
In der Taika-Reform im 7. Jahrhundert wurde das japanische Reich Yamato in einen konfuzianischen Beamtenstaat nach chinesischem Vorbild verwandelt. Um die Beamten auszubilden, wurde am Hof die Daigaku-ryō (大学寮) gegründet. Dort wurden die chinesische Sprache und Schrift und die konfuzianischen Klassiker gelehrt. Auch praktisches Verwaltungswissen wie Landvermessung, Buchführung gehörten zum Lehrplan, wie auch Astrologie, um vorauszusagen, ob bestimmte Handlungen des Kaisers gute oder schlechte Konsequenzen haben würden. Zu dieser Zeit wurden die ersten buddhistischen Klöster in Japan gegründet, die über die Jahrhunderte immer wichtige Horte des Wissens waren. Am Hof der Heian-Zeit erlebten Kultur und Bildung der Hofbeamten ihre Blütezeit.
Mit der Machtübernahme des Kriegeradels gegenüber dem Kaiserhof, etwa ab dem 12. Jahrhundert, waren eher praktische Fertigkeiten gefragt. Hierzu gehörten Kenntnisse der Kriegführung und notwendige Fähigkeiten für eine effiziente Verwaltung. Erst mit dem Frieden in der Edo-Zeit wurde aus den rauen Samurai eine gebildete Beamtenschicht, die nicht nur Lesen und Schreiben und das Kämpfen zu einer Kunst (武術, bujutsu) weiterentwickelte, sondern auch in der Kunst gebildet war. Kalligraphie, Malerei, Dichtkunst und Literatur wurden gefördert.
Die Tempel richteten in dieser Zeit Volksschulen (Terakoya) ein, so dass auch einfache Bürger, einschließlich Frauen, Zugang zu Bildung hatten. Es entstand ein Verlagswesen, das auch  Unterhaltungsromane für das Volk druckte.
Die westliche Bildung gelangte in dieser Zeit nach Japan. Auf der Insel Deshima unterhielten die Holländer eine kleine Kolonie, und belieferten interessierte Samurai mit Büchern aus Europa. Neben Büchern über Waffen, Kriegskunst und aktuelle politische Ereignisse, gelangte auf diese Art auch Wissen über westliche Naturwissenschaften und Medizin nach Japan. Das Studium dieser Quellen wurde Rangaku („Hollandkunde“) genannt.
Das Interesse für den Westen, das in der Edo-Zeit nur eine kleine Minderheit zeigte, wurde nach der Öffnung Japans sehr viel größer. Japan sollte modernisiert werden, um es mit den westlichen Industrienationen aufnehmen zu können. Dies schien nur erreichbar, indem so viel Wissen wie möglich übernommen wurde. Junge Japaner wurden als Studenten an Universitäten in den USA und Europa geschickt. Die Iwakura-Mission sollte die Staatsform verschiedener westlicher Länder erforschen. Es wurden Kaiserliche Universitäten nach dem Vorbild der Berliner Humboldt-Universität gegründet, und private Universitäten nach amerikanischem Vorbild. Ausländische Experten (sogenannte O-yatoi gaikokujin) wurden ins Land geholt, um Staat, Militär und Universitäten aufzubauen. Die Bildungspflicht wurde eingeführt, die ehemaligen Tempelschulen wurden verstaatlicht, und ein dreigliedriges Schulsystem wurde eingerichtet.
Der sich bald entwickelnde Militarismus hat dieses System ebenso für seine Zwecke eingespannt. Das Militär entsandte Lehrer an die Schulen, um die patriotische Erziehung sicherzustellen. Nach der Kapitulation 1945 wurden diese Lehrer von der US-amerikanischen Besatzungsmacht entlassen, doch das zerstörte Japan brauchte dringend Lehrer, und so wurden diese Lehrer bald wieder zurückgeholt. Dies hat zur Folge, dass es heute noch eine feste Wählerbasis am rechten Rand in Japan gibt.
Im wirtschaftlichen Aufbau der Nachkriegszeit wurden die Universitäten zu Motoren des Fortschritts. Hatte sich Japan anfangs darauf beschränkt, westliche Produkte nur zu kopieren und Marktanteile zu erobern, so bauten die Unternehmen bald eigene Entwicklungsabteilungen auf, die mit den Universitäten in der Forschung kooperierten und auch deren Absolventen übernahmen.

## Japanische Schulen in Deutschland
Damit japanische Schüler, die beispielsweise mit ihren Expatria-Eltern lediglich ein paar Jahre beruflich in Deutschland verbringen, im japanischen Schulsystem verbleiben können, sind in Deutschland ein paar japanische Schulen (日本人学校) eingerichtet. Dies sind
- Japanische Internationale Schule zu Berlin (ベルリン日本人国際学校),
- Japanische Internationale Schule in Düsseldorf (デュッセルドルフ日本人学校),
- Japanische Schule in Hamburg (ハンブルグ日本人学校),
- Japanische Internationale Schule Frankfurt (フランクフルト日本人国際学校),
- Japanische Internationale Schule München (ミュンヘン日本人国際学校),
- die im März 2012 aufgelöste Toin Gakuen Schule Deutschland (ドイツ桐蔭学園) in Bad Saulgau war keine staatliche 日本人学校, sondern eine private 私立在外教育施設[20].

Als deutsches Pendant können die deutsche Auslandsschulen Deutsche Schule Tokyo Yokohama (東京横浜独逸学園) und Deutsche Schule Kobe International (神戸ドイツ学院) betrachtet werden.

## Japanische Schulen in Österreich
Japanische Internationale Schule in Wien (ウィーン日本人学校)

## Japanische Schulen in der Schweiz
Japanische Schule Basel (バーゼル日本語学校)